# Manuel García Lovera
Manuel García Lovera (Córdoba, 1844-Córdoba, 1917) fue un periodista y empresario español.

## Biografía
Nació en 1844 en Córdoba. En su juventud, apenas terminó la carrera de abogado, ocupó el puesto de juez de instrucción de Montoro, pero pronto lo abandonó para volver a su ciudad natal. Allí se dedicó a los negocios en los que también participan su padre y hermanos: imprenta, litografía, librería, además de a impulsar el Diario de Córdoba, del que fue director. También se desempeñó como empresario teatral. Falleció el 19 de noviembre de 1917 en Córdoba.